# حضار (إب)

تعديل مصدري - تعديل

حضار محلة تابعة لقرية ذى كريب، التابعة لعزلة البحريين بمديرية إب إحدى مديريات محافظة إب في الجمهورية اليمنية.، بلغ تعداد سكانها 151 حسب تعداد اليمن لعام 2004.